# Castello di Montechiarugolo
Il Castello di Montechiarugolo è un maniero d'epoca medievale che sorge in piazza Mazzini 1 a Montechiarugolo, in provincia di Parma.

## Storia

Stemma dei Sanvitale

L'originario presidio militare a difesa della val d'Enza fu edificato intorno al 1121 da parte della famiglia Sanvitale; nel 1255 pervenne al conte Guido Anselmo, il cui ramo fu in seguito conosciuto col nome di Guidanselmi.
Nel 1313 Giovannino Sanvitale si alleò con i Baratti e i da Palù, ribellandosi ai guelfi parmigiani; il podestà cittadino, aiutato da Giberto III da Correggio, assediò il castello, costringendo gli insorti alla resa; la fortezza e il vicino borgo furono completamente distrutti.
Dopo l'ingresso di Parma sotto il dominio del Ducato di Milano nel 1348, negli anni seguenti i Visconti fecero ricostruire il castello a presidio della vallata.
Nel 1404 i da Correggio e i Rossi presero possesso del maniero, ma furono attaccati da Ottobuono de' Terzi, signore di Parma, che li costrinse alla resa e riconsegnò la fortezza ai duchi di Milano, suggerendo loro di affidarlo a Guido Torelli, abile condottiero. Nel 1406 Giovanni Maria Visconti fregiò ufficialmente dei feudi di Montechiarugolo e Guastalla il Torelli, che avviò la ricostruzione del castello su una pianta poligonale; nel 1428 Filippo Maria Visconti riconfermò la signoria ai Torelli, che insignì del titolo di conti.

Stemma dei Torelli

Nel 1449, alla scomparsa di Guido Torelli, i suoi due figli ereditarono i feudi paterni, ma presto entrarono in conflitto per la loro suddivisione; nonostante la mediazione di Francesco Sforza, nel 1456 Pietro Guido si impossessò con la forza del castello di Montechiarugolo, assegnato a suo fratello Cristoforo, che lo contrattaccò e ne ottenne la restituzione.
Nel 1500, durante gli scontri che opposero il re di Francia Luigi XII a Ludovico il Moro, alleato dei Torelli, il maniero fu attaccato con colpi d'artiglieria e danneggiato da Gian Giacomo Trivulzio, che lo consegnò ad Antoine de Gimel, governatore di Parma; tre anni dopo Francesco Torelli riacquistò la fortezza, che risistemò in seguito ai saccheggi.
Verso la metà del XVI secolo il castello ospitò il re di Francia Francesco I e il papa Paolo III.
Nel 1551, durante la guerra di Parma, che oppose il duca Ottavio Farnese, appoggiato dal re di Francia Enrico II, e il papa Giulio III, alleato dell'imperatore del Sacro Romano Impero Carlo V d'Asburgo, il maniero fu nuovamente attaccato e occupato; al termine del conflitto i Torelli ne rientrarono in possesso. Negli anni seguenti Pomponio Torelli avviò numerosi interventi decorativi degli interni del maniero, trasformandolo in residenza signorile.

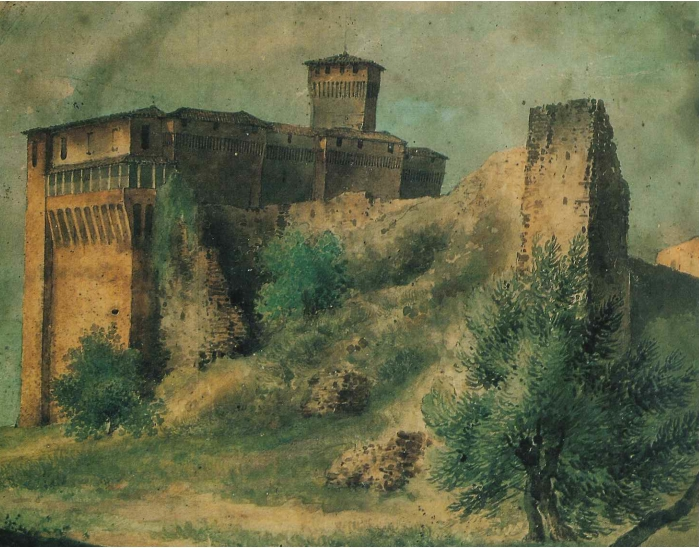
Antonio Pasini, Il castello di Montechiarugolo, inizio XIX secolo

Suo figlio Pio gli successe nel 1608, ma tre anni dopo fu accusato, insieme ai Sanvitale di Sala Baganza e di Fontanellato, ai conti Barbara Sanseverino e Orazio Simonetta e ad altri nobili, di congiura ai danni del duca Ranuccio I Farnese, che ne ottenne la condanna a morte e la confisca di tutti i beni, ponendo fine all'esistenza della contea di Montechiarugolo.
Nei secoli successivi il castello, appartenente alla Camera Ducale di Parma, fu utilizzato come magazzino di beni alimentari.
Il 4 ottobre 1796 il maniero fu al centro di uno scontro di modeste dimensioni ma grande risonanza, noto come battaglia di Montechiarugolo: una colonna di soldati austriaci, in fuga dalle truppe napoleoniche che avevano assediato la città di Mantova, si diresse verso il Granducato di Toscana; la neonata Repubblica Reggiana inviò una spedizione capitanata da Carlo Ferrarini, che spinse i nemici a cercare un riparo nel castello di Montechiarugolo; qui, al termine di una breve scaramuccia, gli austriaci furono costretti alla resa. Napoleone stesso commemorò i due reggiani caduti in battaglia ed elogiò l'impresa, che probabilmente rappresentò la prima avvisaglia del Risorgimento Italiano.
Durante il governo della duchessa Maria Luigia, la fortezza fu adibita a magazzino militare e fabbrica di polvere da sparo, causando il danneggiamento di parte dei decori di alcune sale, tra cui in particolare il Salone delle Feste e la Sala dei Quattro Elementi o delle Sirene.
In seguito all'Unità d'Italia, nel 1864 il maniero fu alienato dal Demanio pubblico ad Antonio Marchi, che ristrutturò l'edificio da tempo in degrado e lo trasmise ai suoi discendenti.

### Campo di internamento
Con l'entrata in guerra dell'Italia nel giugno 1940, un'ala del castello fu riadattata a ospitare un campo di internamento civile maschile, uno di tanti attivati dalle autorità fasciste per accogliere i "sudditi di paesi nemici" presenti sul territorio nazionale. Tra di essi furono compresi sin da subito anche numerosi profughi ebrei giunti in Italia (inclusi quelli provenienti dalla Germania o dai territori occupati dal Terzo Reich). Di fatto con tale decisione essi furono, almeno temporaneamente, risparmiati dagli eccidi dell'Olocausto.
L'edificio, su tre piani e in precario stato di conservazione, aveva una capacità ricettiva massima di circa 200 persone; tra il 1940 e il 1943 il numero di internati non superò comunque mai le 150 unità. La presenza di un giardino e di cortili interni rendeva meno dura la prigionia. La sorveglianza era garantita da carabinieri e funzionari di polizia. Nonostante le restrizioni e i controlli, non mancarono occasioni di contatto con la popolazione del luogo, sebbene questo non fosse ufficialmente consentito.
I primi prigionieri a giungere nel castello, già tra giugno e luglio del 1940, furono all'incirca cinquanta profughi ebrei; a metà agosto 1940 si unirono a loro cittadini francesi e britannici, incluso un gruppo di giovani studenti universitari anglo-maltesi. La popolazione del campo crebbe nei mesi successivi con l'arrivo di prigionieri dal campo di internamento di Scipione Castello e di un gruppo di 58 marittimi jugoslavi, provenienti dalla Dalmazia.
La presenza ebraica fu rilevante, specialmente nei primi anni. Per il campo passarono a più riprese almeno 65 ebrei. Per la maggior parte di loro si trattò comunque solo di una sistemazione temporanea prima di essere trasferiti in altre località. Nell'estate del 1943 ne erano presenti solo nove.
Il 9 settembre 1943 nella confusione che si accompagnò all'arrivo delle truppe tedesche, circa la metà dei prigionieri (inclusi i nove ebrei presenti) riuscirono a fuggire dal retro evitando la cattura. Il campo fu chiuso e i circa 50 prigionieri rimasti furono trasferiti altrove.
Per quanto riguarda i 65 ebrei che per periodi più o meno lunghi soggiornarono al castello, otto di loro, arrestati dopo l'8 settembre 1943 in varie località della penisola, perirono ad Auschwitz, mentre 57 furono i sopravvissuti. A tre di loro era stato concesso di emigrare prima dell'estate 1943. Gli altri, rimasti in Italia anche durante il periodo dell'occupazione tedesca, riuscirono tutti con vicissitudini varie a sfuggire alla morte, inclusi i nove fuggiti dal castello nel settembre 1943. Tre dei fuggitivi furono arrestati nel dicembre 1943 nel vicino comune di Traversetolo, dove si erano rifugiati; essendo di nazionalità inglese, tuttavia, non furono deportati ad Auschwitz, ma, come prigionieri di guerra, a Bergen-Belsen, dove rimasero fino alla Liberazione il 1 maggio 1945.
A una fase diversa dell'Olocausto in Italia appartiene l'istituzione nel dicembre 1943 del campo di concentramento di Monticelli Terme presso gli alberghi Terme e Bagni, sempre nel territorio del comune di Montechiarugolo. Si trattò non più di un luogo di internamento ma di uno dei campi di concentramento della Repubblica Sociale Italiana, dove furono rinchiusi una quarantina di donne e bambini ebrei della provincia di Parma, trasferiti quindi nel marzo 1944 a Fossoli per essere deportati e uccisi ad Auschwitz.

## Descrizione

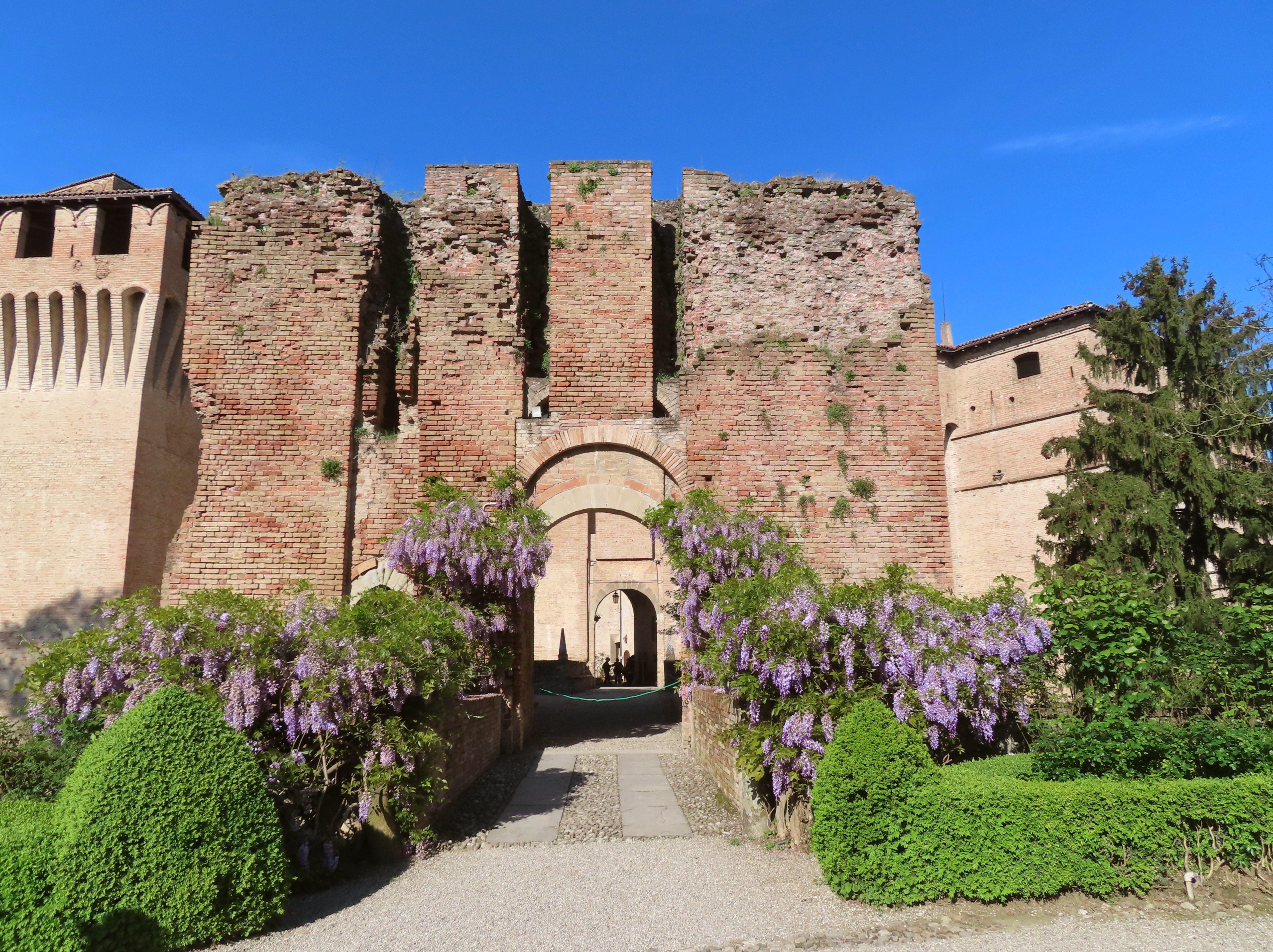
Rivellino d'ingresso a sud

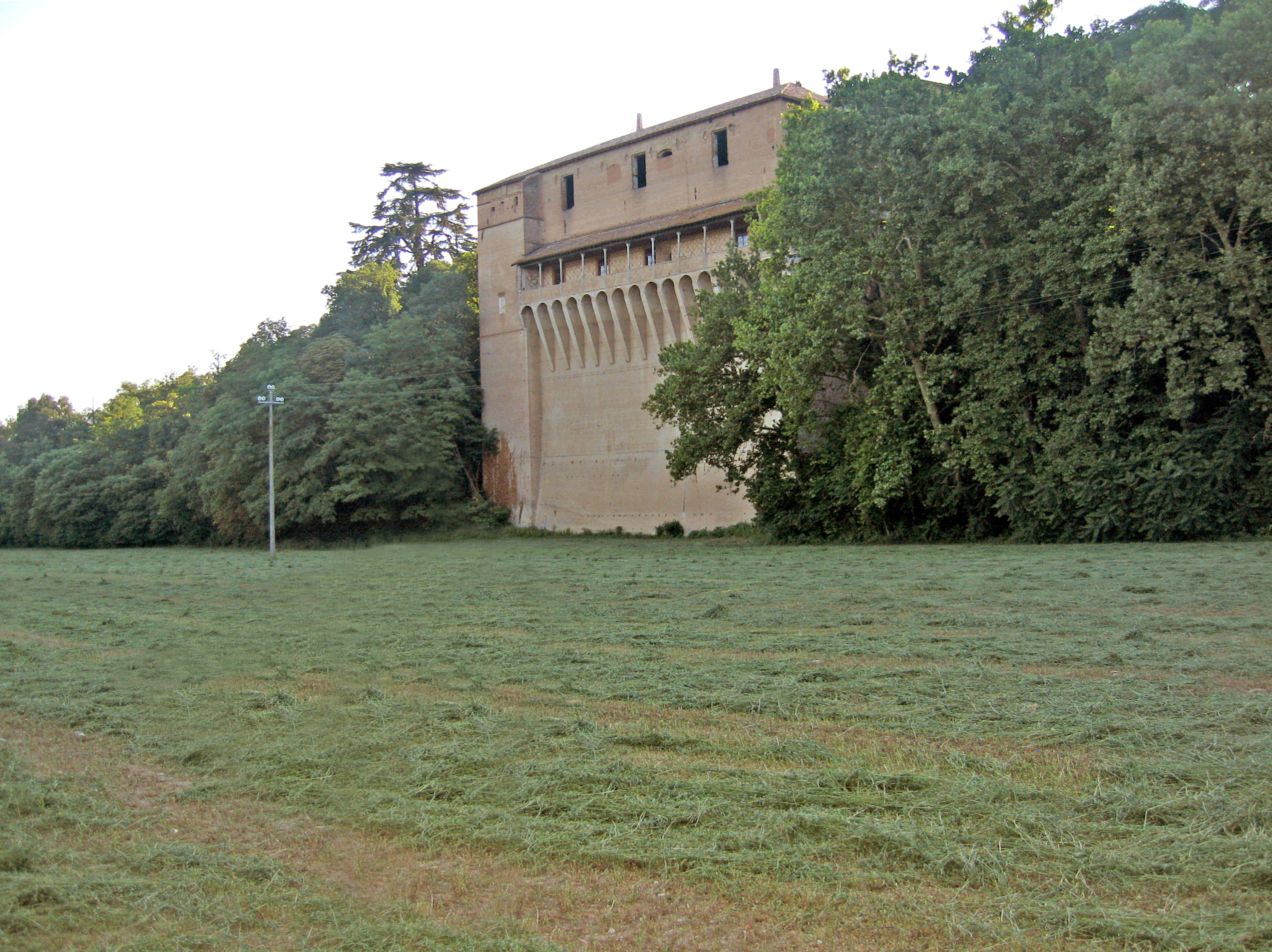
Fronte sulla val d'Enza

Il castello si sviluppa su una pianta irregolare, attorno a due cortili interni, di cui quello centrale, d'onore, molto più ampio dell'altro; posizionato strategicamente sulla scarpata naturale ai margini dell'alveo del torrente Enza, è circondato sui lati opposti al corso d'acqua da un largo e profondo fossato, varcabile in origine attraverso due distinti ponti levatoi, collocati in corrispondenza dei due rivellini ancora esistenti, seppur danneggiati durante i numerosi attacchi subiti dalla fortezza nei secoli.
In origine la rocca era difesa anche da una seconda cinta muraria più esterna, edificata lungo il perimetro del borgo, dotata di bastioni in corrispondenza degli spigoli; modificata con l'aggiunta delle cannoniere nella seconda metà del XV secolo, in seguito alla nascita dell'artiglieria, ne rimangono alcune significative tracce sul margine nord-occidentale del centro storico del paese.

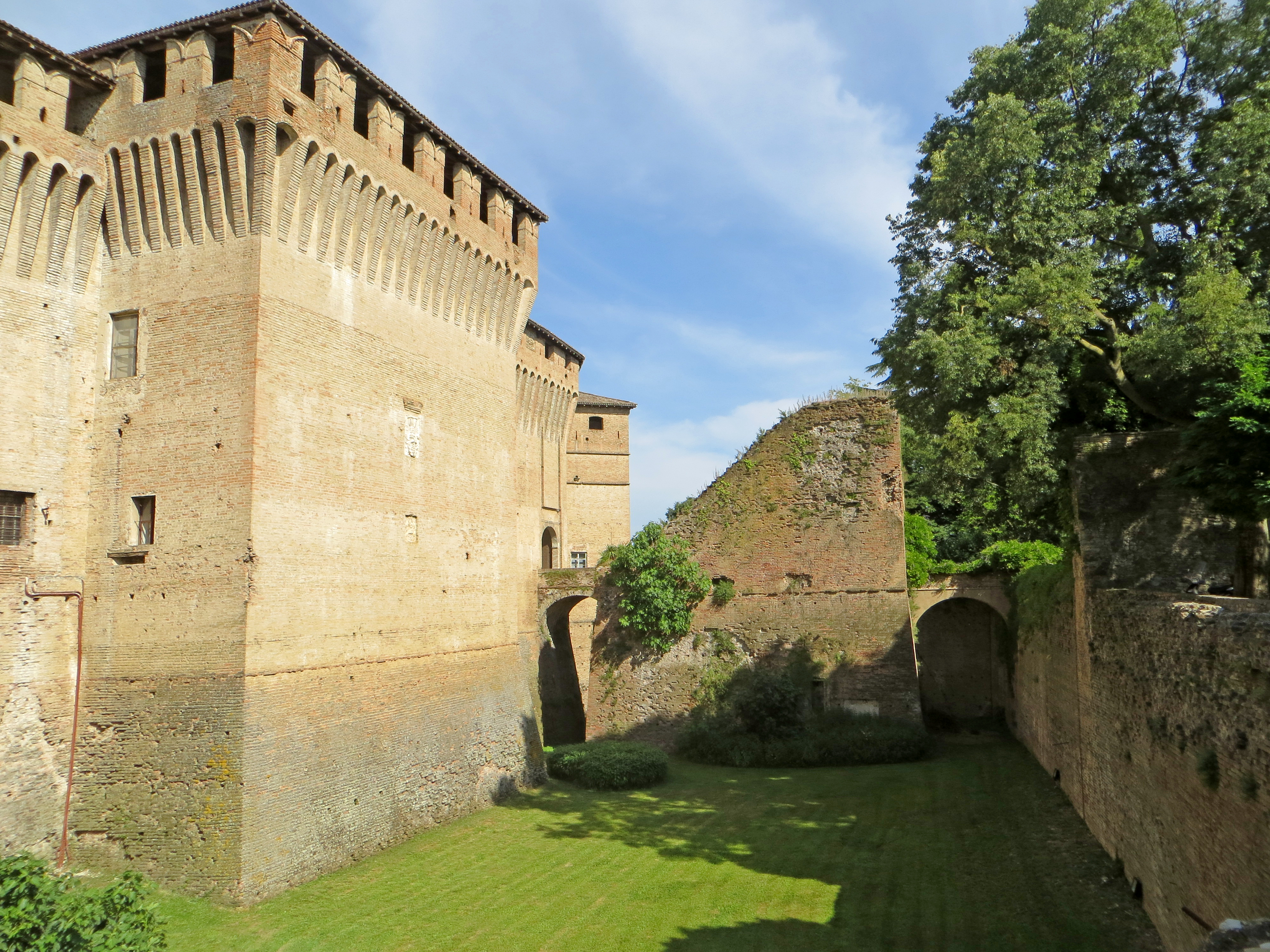
Ala sud-ovest e rivellino sud

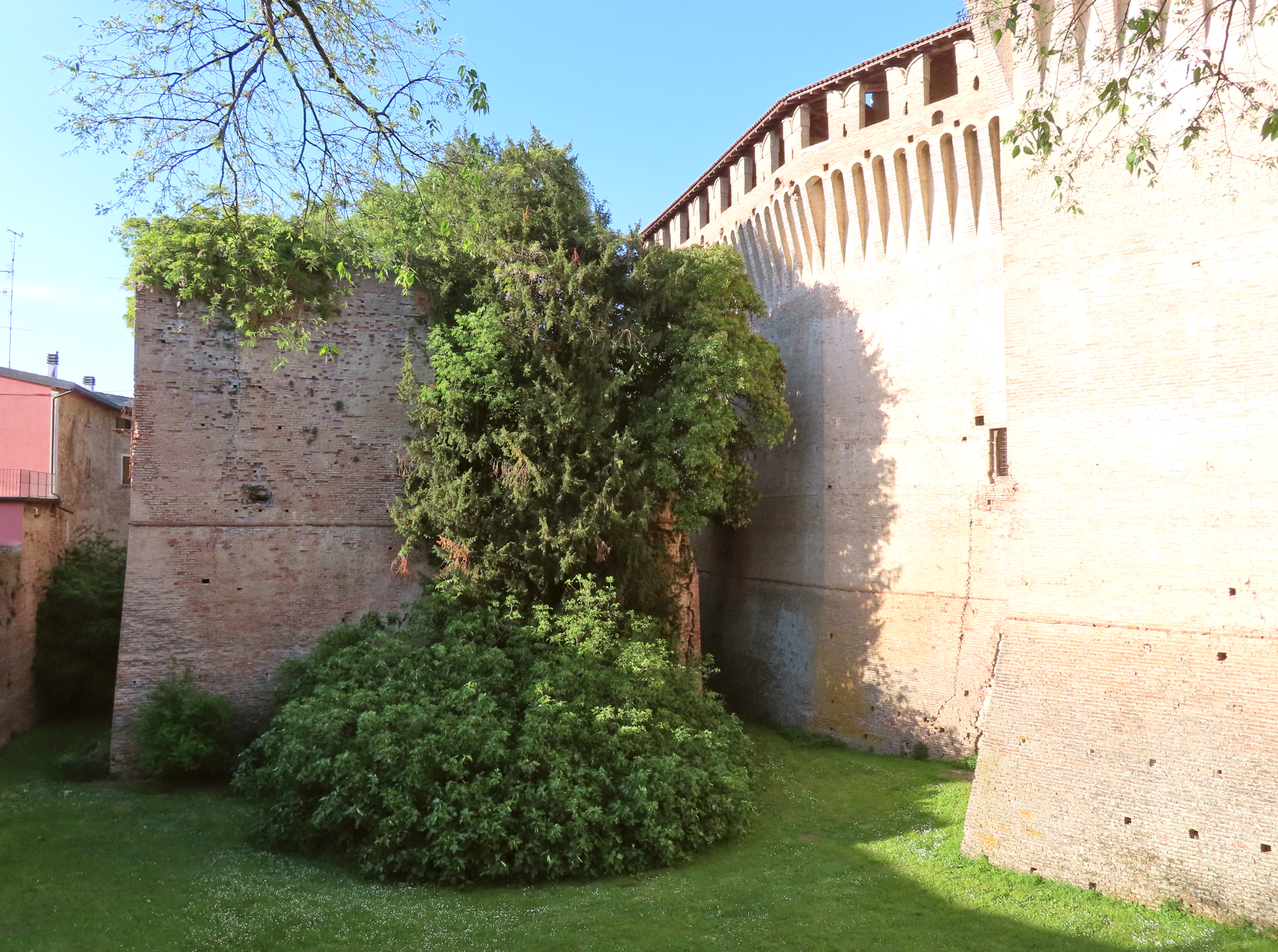
Rivellino ovest

La facciate in laterizio della fortezza mostrano con evidenza i tratti tipici dei castelli d'epoca tardo-medievale, soprattutto nelle fronti sud-ovest e nord, interamente coronate dai merli ghibellini, ancora perfettamente visibili nonostante la copertura del tetto aggiunta a protezione dei camminamenti, sostenuti dai numerosi beccatelli con caditoie; fra i due cortili interni emerge l'alto mastio, che domina l'intera costruzione.
Il lato verso la vallata è arricchito dalla notevole loggia in aggetto; sostenuta da alti beccatelli, è ricoperta da un tetto a falda unica, poggiante su una serie di sottili colonnine con capitelli lotiformi realizzate in arenaria.

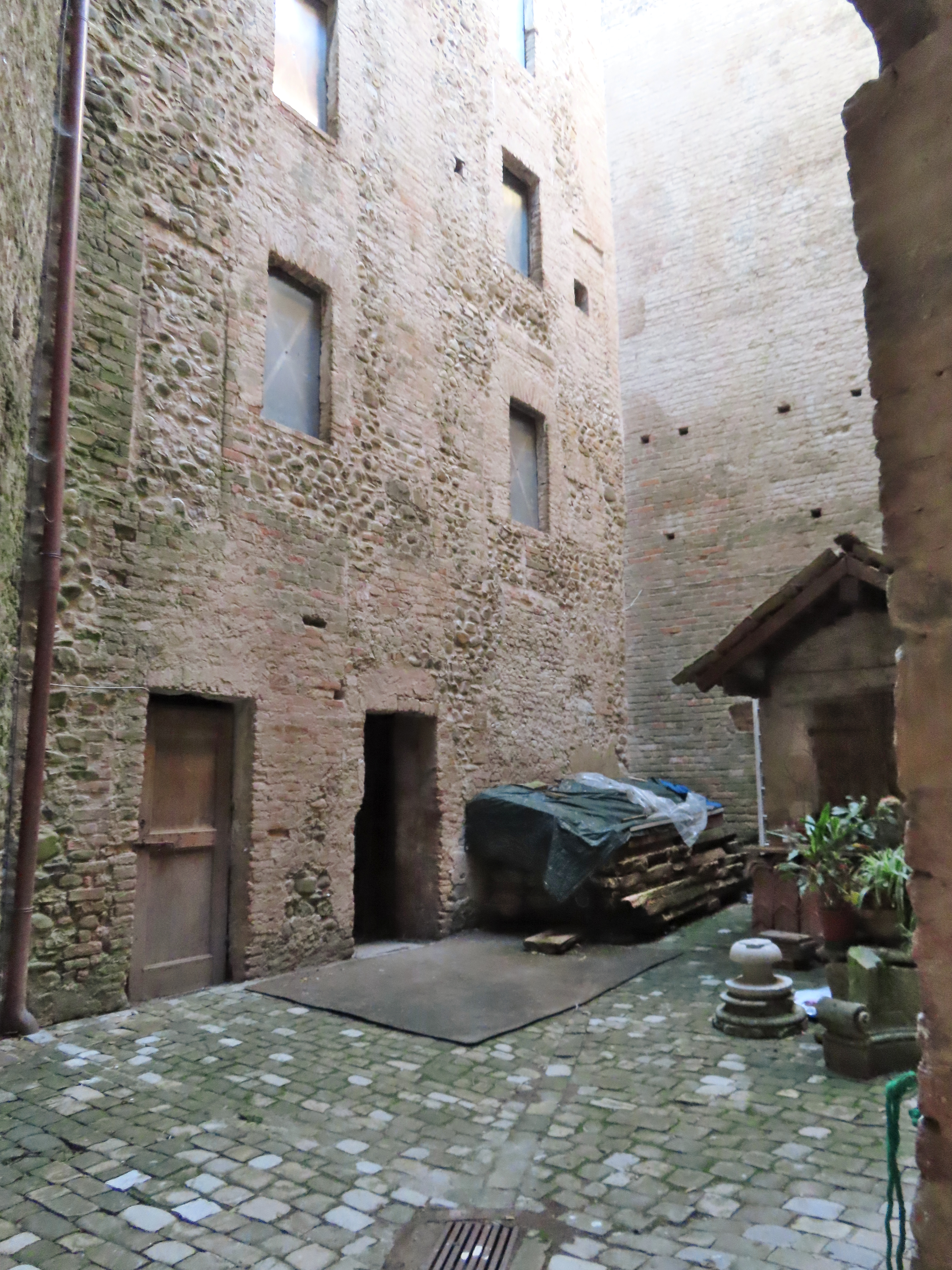
Cortile del pozzo

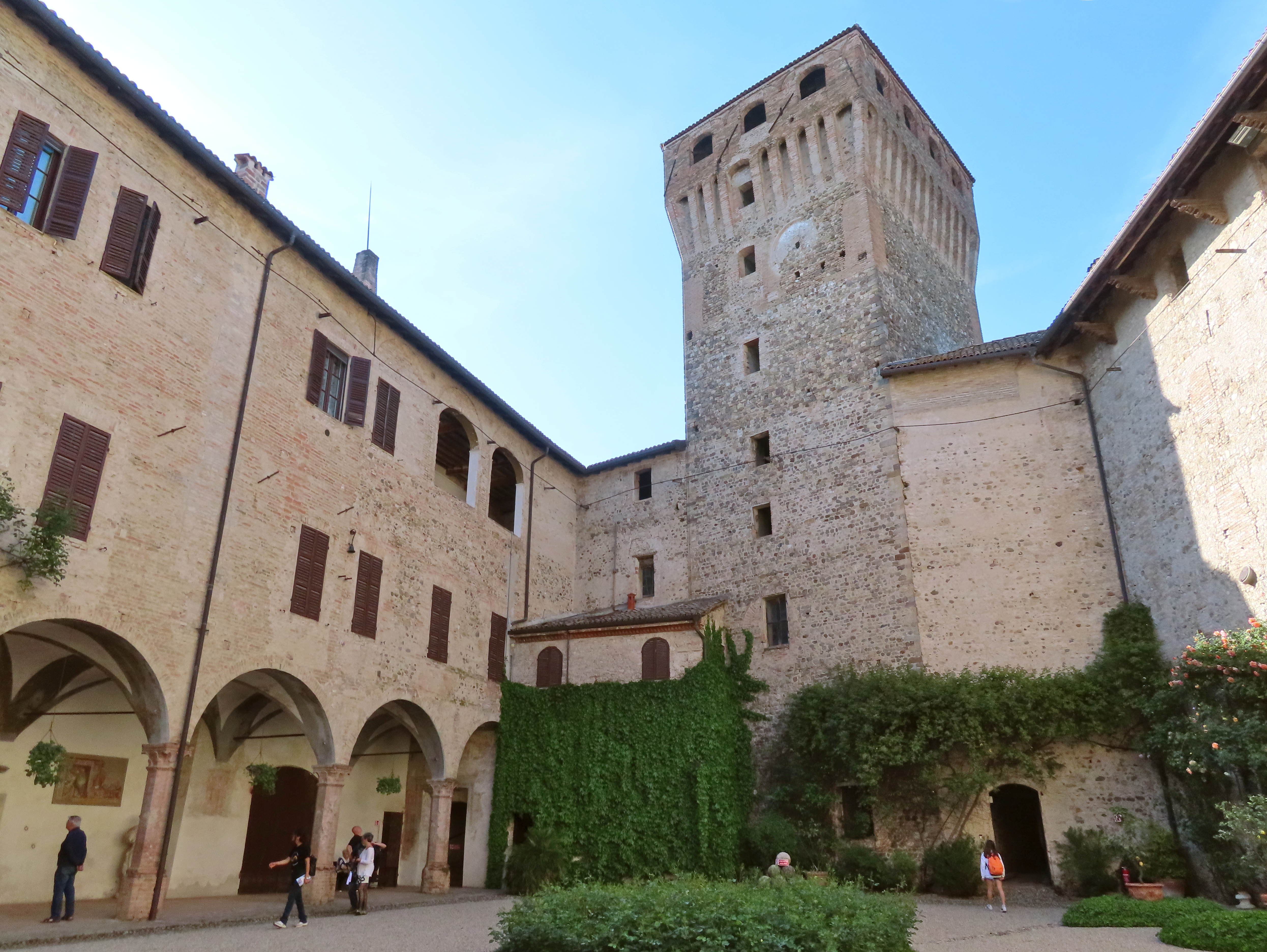
Cortile d'onore e mastio

Attraversando il giardino d'ingresso a sud e il ponticello in muratura che scavalca il fossato, si accede al rivellino meridionale, collegato con il castello da un secondo ponticello, in sostituzione del ponte levatoio, la cui antica esistenza è tradita dalla presenza delle due alte fessure che ne ospitavano i bolzoni; varcando l'arco a tutto sesto d'entrata, si giunge al cortile d'onore, il cui lato meridionale è caratterizzato da un porticato quattrocentesco, sostenuto da una serie di colonne poligonali in mattoni, coronate da capitelli lotiformi. Al centro sono collocate, oltre ad alcune antiche palle di cannone disposte a piramide, due statue settecentesche provenienti dal giardino della Reggia di Colorno, che furono acquistate dalla famiglia Marchi alla fine del XIX secolo.
Oltre l'alto mastio si apre il cortile del pozzo, di dimensioni notevolmente più modeste del precedente.

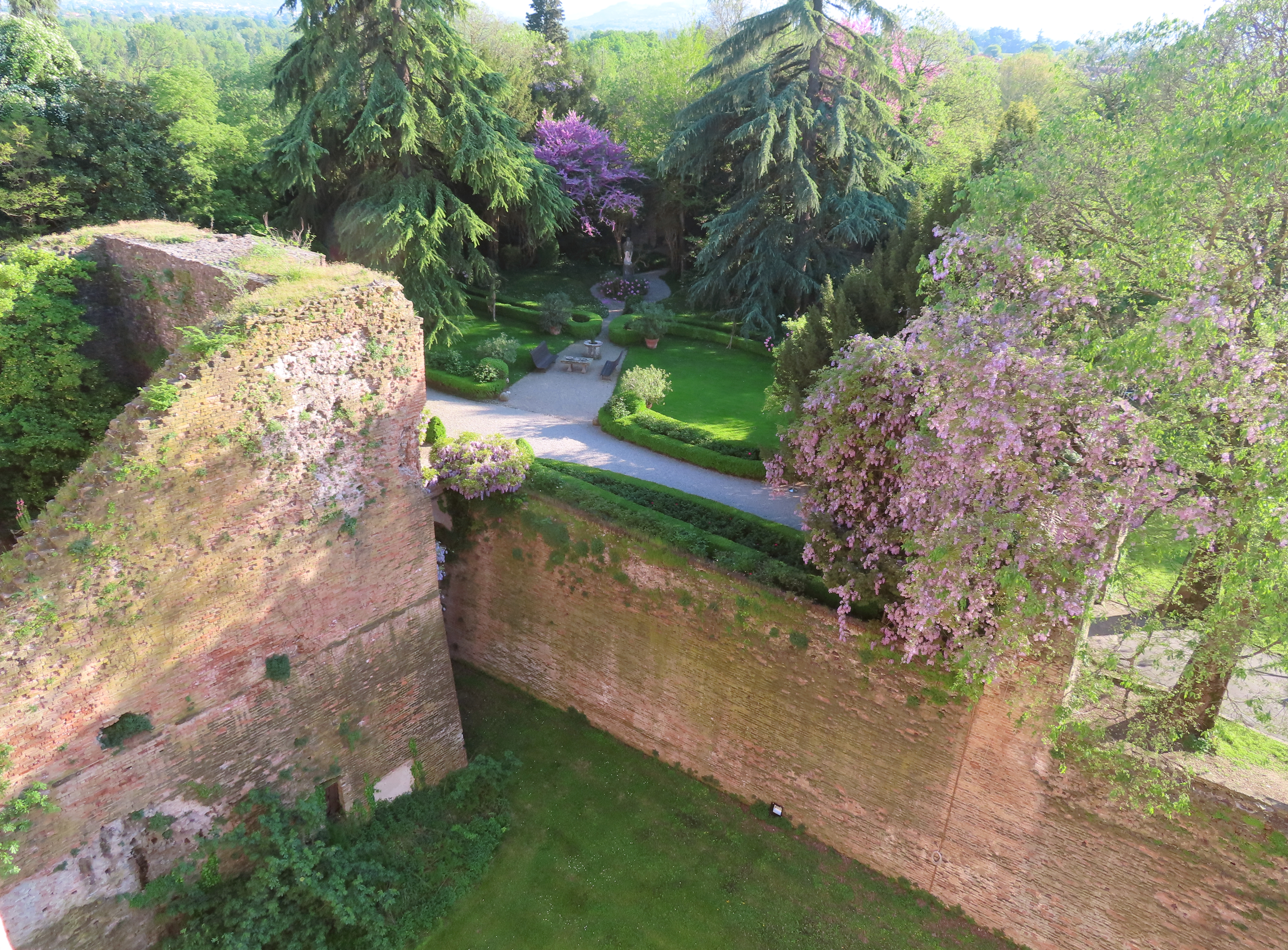
Giardino d'ingresso a sud

Dal lato nord del cortile d'onore si accede invece al Castellazzo, antico bastione oggi adibito a elegante giardino, collegato al castello attraverso un ponticello in muratura che sostituisce l'antico ponte levatoio; ricco di siepi, roseti e peonie, il parco è sostenuto da imponenti mura in laterizio, parzialmente crollate verso la vallata, la cui elevata altezza in origine consentiva un'ampia visuale sulla pianura adiacente.

### Sale interne
Le sale interne, arredate con mobili e dipinti antichi, presentano i tratti tipici delle dimore signorili cinquecentesche, conferiti dal conte Pomponio Torelli, umanista e letterato, che richiamò nel castello vari artisti dell'epoca.

#### Salone delle Feste

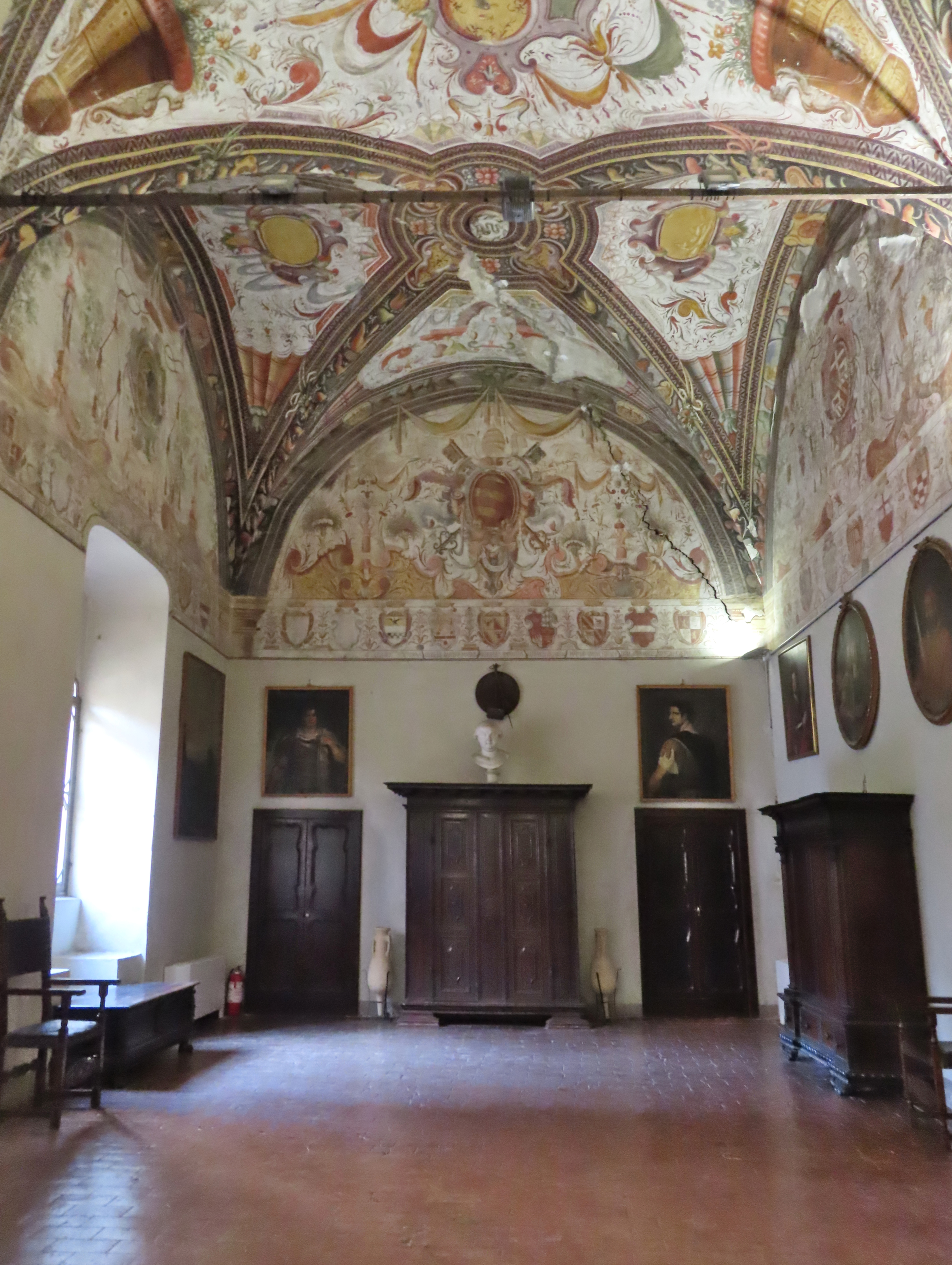
Salone delle Feste

Direttamente collegato col cortile d'onore, il Salone delle Feste, illuminato da elaborate trifore ottocentesche in stile neogotico, è caratterizzato dagli affreschi che decorano metà delle volte a crociera di copertura e le ampie lunette da esse sottese; le pitture, realizzate verso la fine del XVI secolo dalla scuola di Cesare Baglioni, rappresentano motivi a grottesca e intrecci vegetali, con monocromi di figure femminili; tra i numerosi stemmi, spiccano in particolare quelli di tre importanti prelati imparentati con i Torelli: il papa Pio V, il cardinale Agostino Trivulzio e il cardinale Michele Monelli; al centro della volta è invece presente il biscione, emblema dei Visconti. Tra gli altri stemmi, disposti probabilmente secondo la sequenza dei matrimoni dei membri della casata dei Torelli, sono distinguibili quelli dei Contrari, dei Pico, dei Nobili, dei Torelli di Coenzo, degli Anguissola, dei Bentivoglio e dei Masi, oltre che dei Rossi di San Secondo e dei Barbiano di Belgioioso.
Arricchiscono l'ampio ambiente veri arredi antichi e una serie di ritratti seicenteschi e settecenteschi in parte appartenuti ai Farnese, ivi collocati dalla famiglia Marchi dopo il 1864.

#### Camera di Mezzo

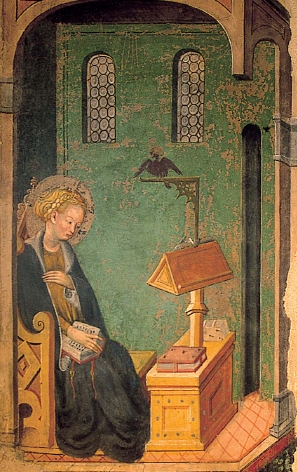
La Madonna, particolare dell'Annunciazione, Camera di Mezzo

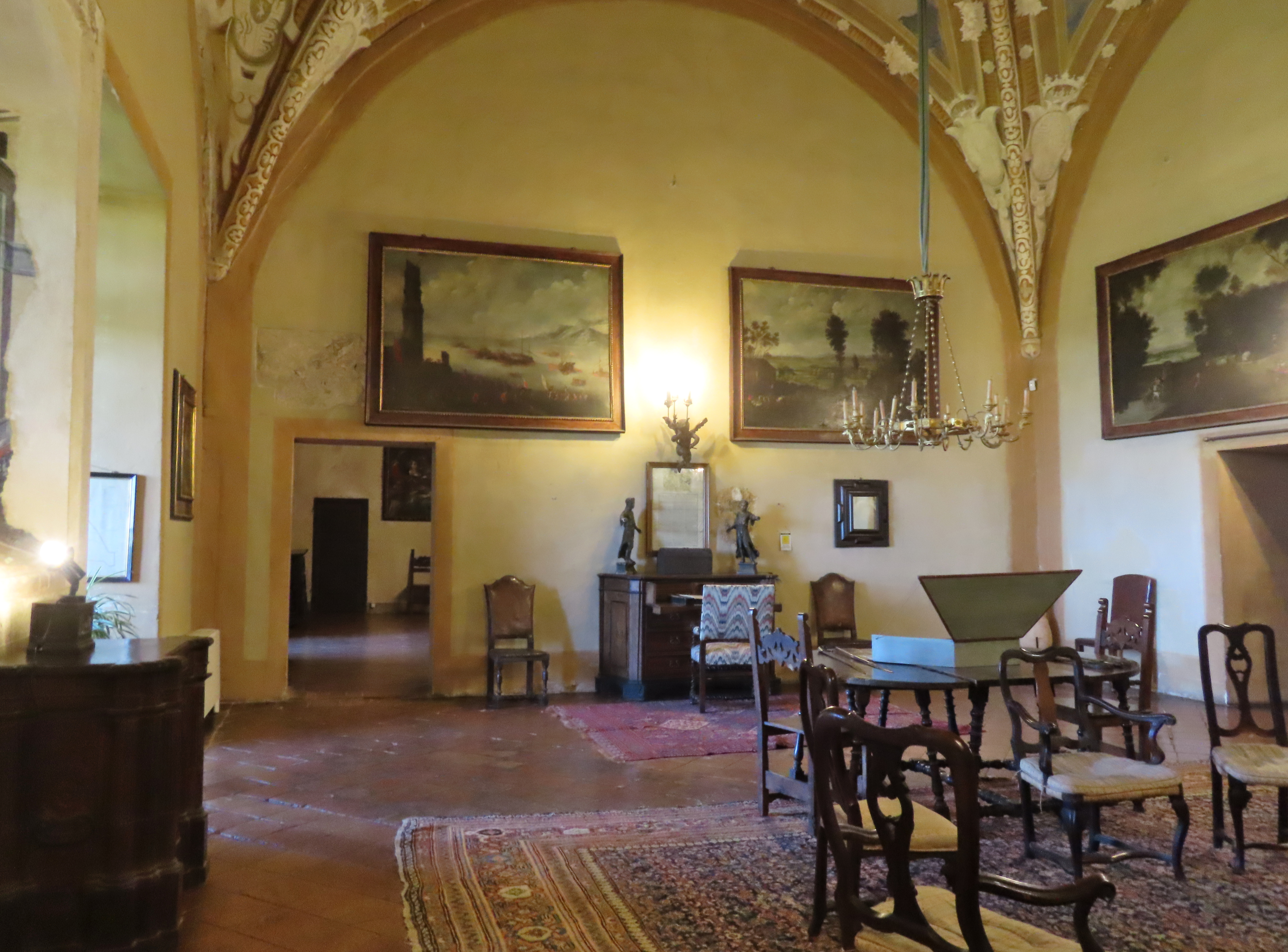
Camera di Mezzo

La sala conserva nelle due strombature della finestra che dà sul loggiato l'opera di maggior pregio pittorico dell'intero castello: l'Annunciazione, suddivisa fra il lato sinistro, con l'arcangelo Michele, e quello destro, con la Madonna; l'affresco, dai tratti tipici dello stile gotico lombardo, fu realizzato da un allievo di Michelino da Besozzo nella seconda metà del XV secolo.
La volta a crociera di copertura è invece decorata con affreschi raffiguranti Putti spargifiori, risalenti agli inizi del XVII secolo.

#### Sala dei Quattro Elementi o delle Sirene

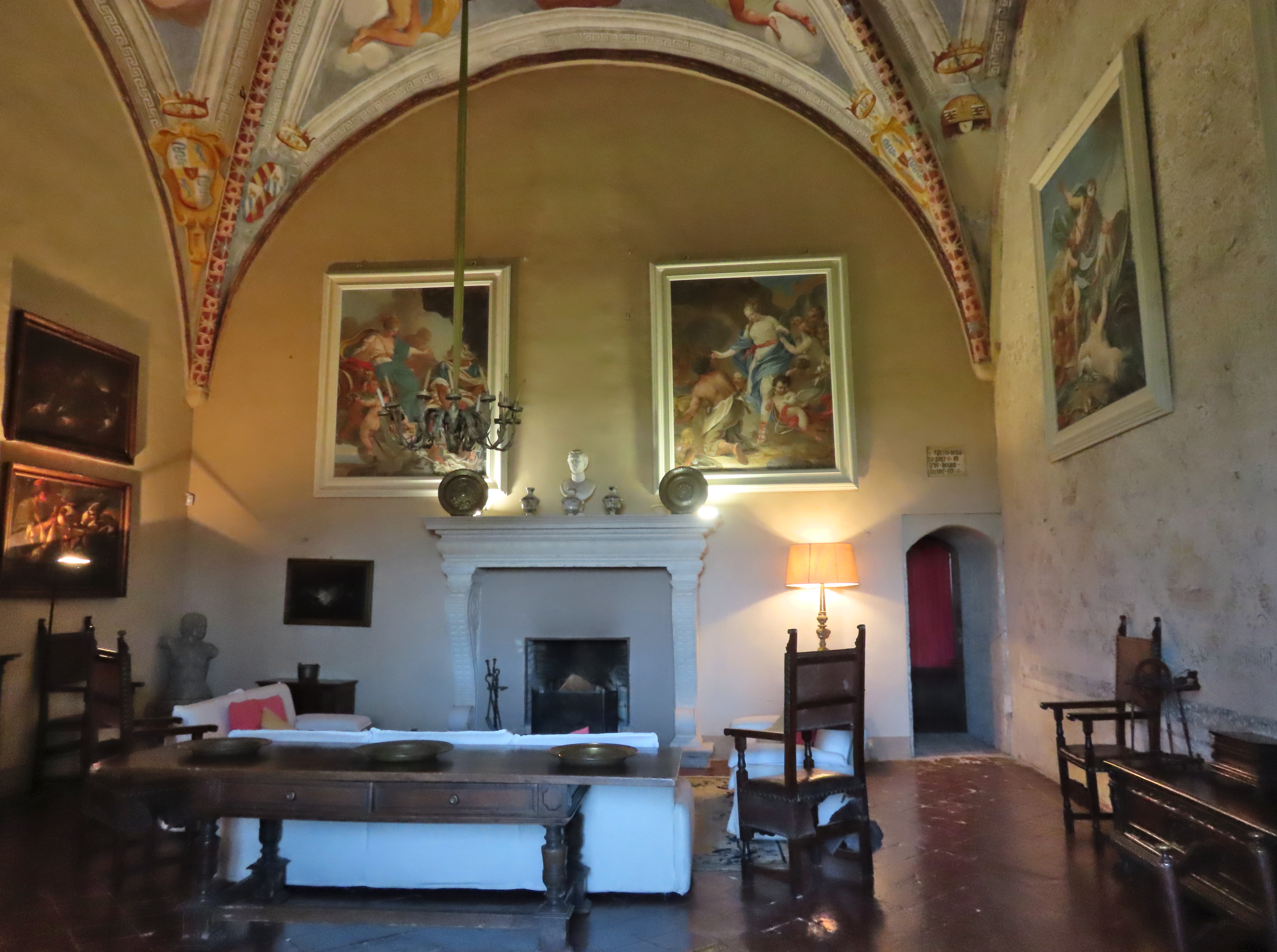
Sala delle Sirene

La sala, anch'essa coperta da una volta a crociera, conserva solo alcune tracce degli affreschi quattrocenteschi che la decoravano, danneggiati irreparabilmente nei secoli. In origine le pareti erano interamente ornate con un reticolo a losanghe, ricco di scritte, anelli gemmati e stemmi dei Borromeo, a testimonianza dello stretto legame che univa Guido Torelli e Vitaliano I Borromeo, ma ora solo la parete opposta all'ingresso ne conserva numerose tracce, tra cui campeggia il motto Humilitas, a caratteri gotici.
Sul muro di fronte è invece ancora visibile un frammento deteriorato del ciclo pittorico cinquecentesco che adornava l'ambiente, raffigurante un'imbarcazione, in riferimento al celebre episodio del canto delle sirene descritto nell'Odissea.
Arricchiscono l'ambiente quattro importanti tele realizzate a tempera nella seconda metà del XVIII secolo dal pittore Domenico Muzzi, che raffigurano allegoricamente i quattro elementi acqua, aria, terra e fuoco: Nettuno sul cocchio, Giunone che ordina a Eolo di liberare i venti, Plutone che rapisce Proserpina e Venere che ordina a Vulcano le armi di Enea. I dipinti, in origine collocati all'interno della Reggia di Colorno, furono acquistati da Antonio Marchi verso la fine del XIX secolo.
Nella stanza è infine presente una grande tela raffigurante Pia dei Tolomei, risalente all'incirca al 1850; l'ambiente è di conseguenza conosciuto anche con il nome di "Camera della Pia".

#### Camera dei Gatti

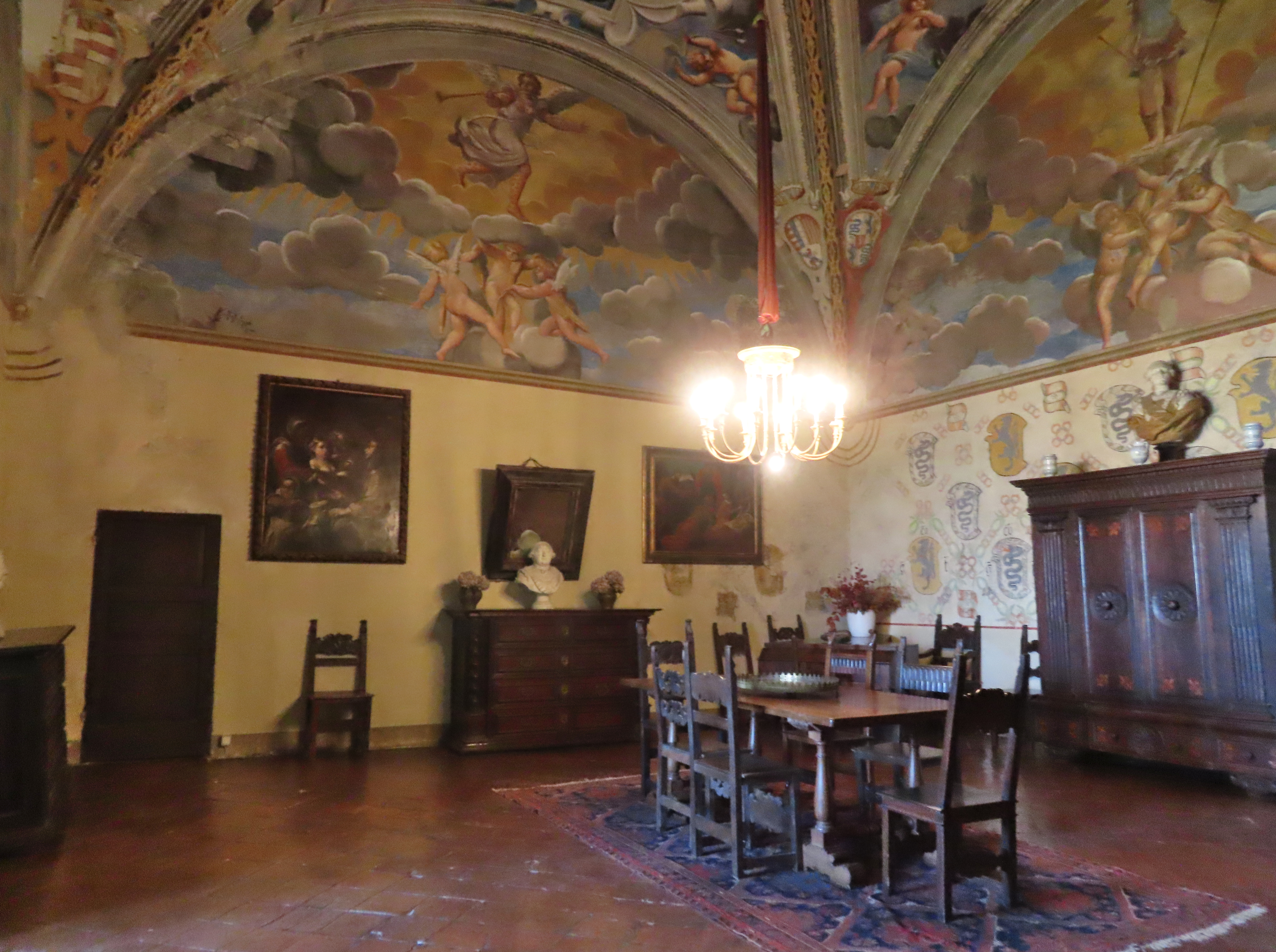
Camera dei Gatti

L'ambiente, collocato in adiacenza alla Camera di Mezzo, è decorato da affreschi parietali quattrocenteschi, riscoperti e ridipinti tra il 1920 e il 1930, raffiguranti un motivo a losanghe, arricchito da numerose sigle di Guido Torelli, motti ed emblemi, tra cui il leone rampante (o "gatto"), assegnato al Torelli nel 1424, successivamente alla liberazione della città di Napoli dagli aragonesi.
La volta a crociera del soffitto e le lunette da esso sottese sono invece ornate da affreschi realizzati originariamente tra la fine del XVI secolo e gli inizi del XVII, ma ridipinti nel XX secolo, rappresentanti numerose raffigurazioni allegoriche, tra cui la Fama, la Fortuna, la Virtù guerriera e l'Abbondanza (o Fortezza).

#### Camera Antica

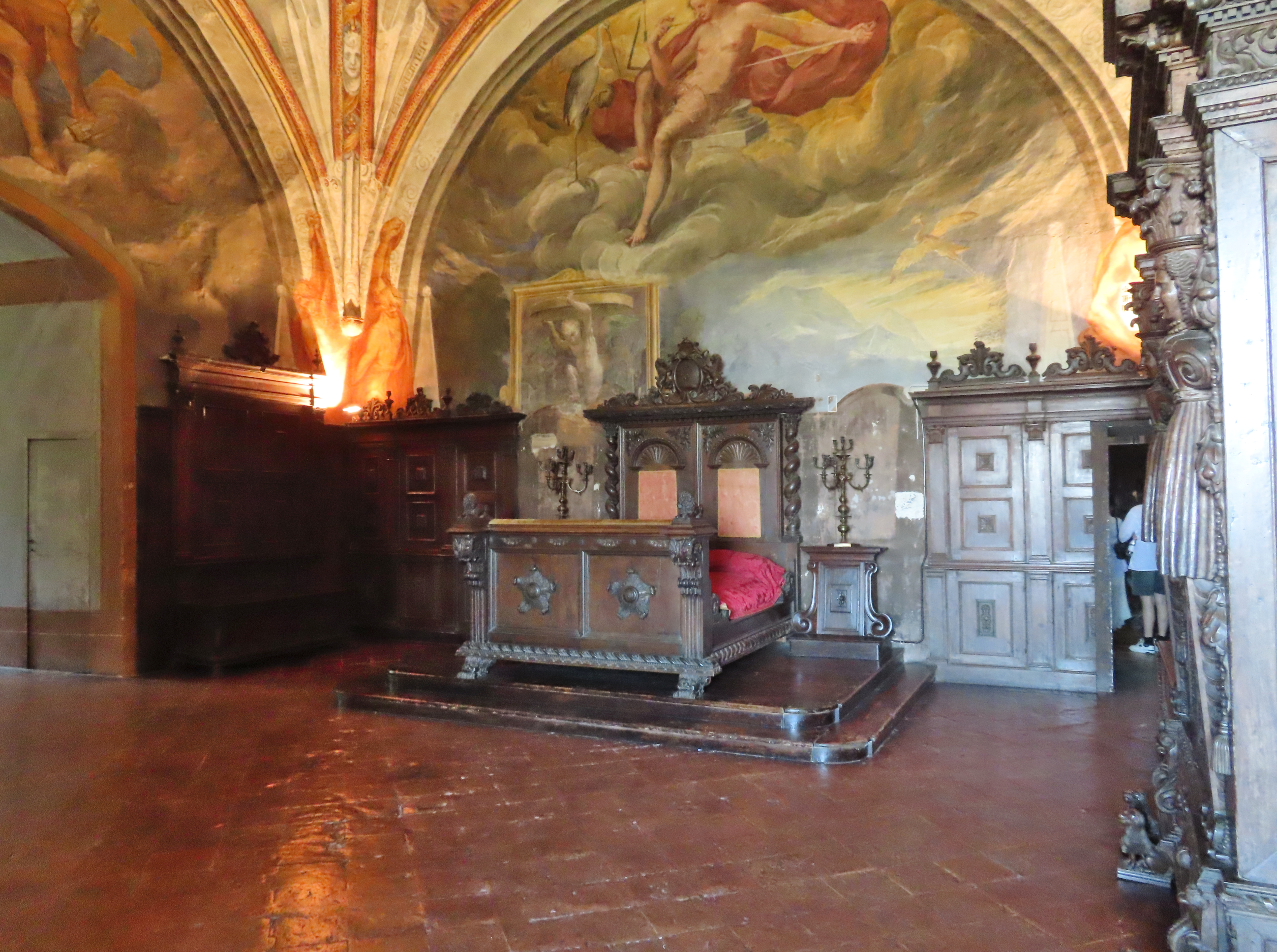
Camera Antica

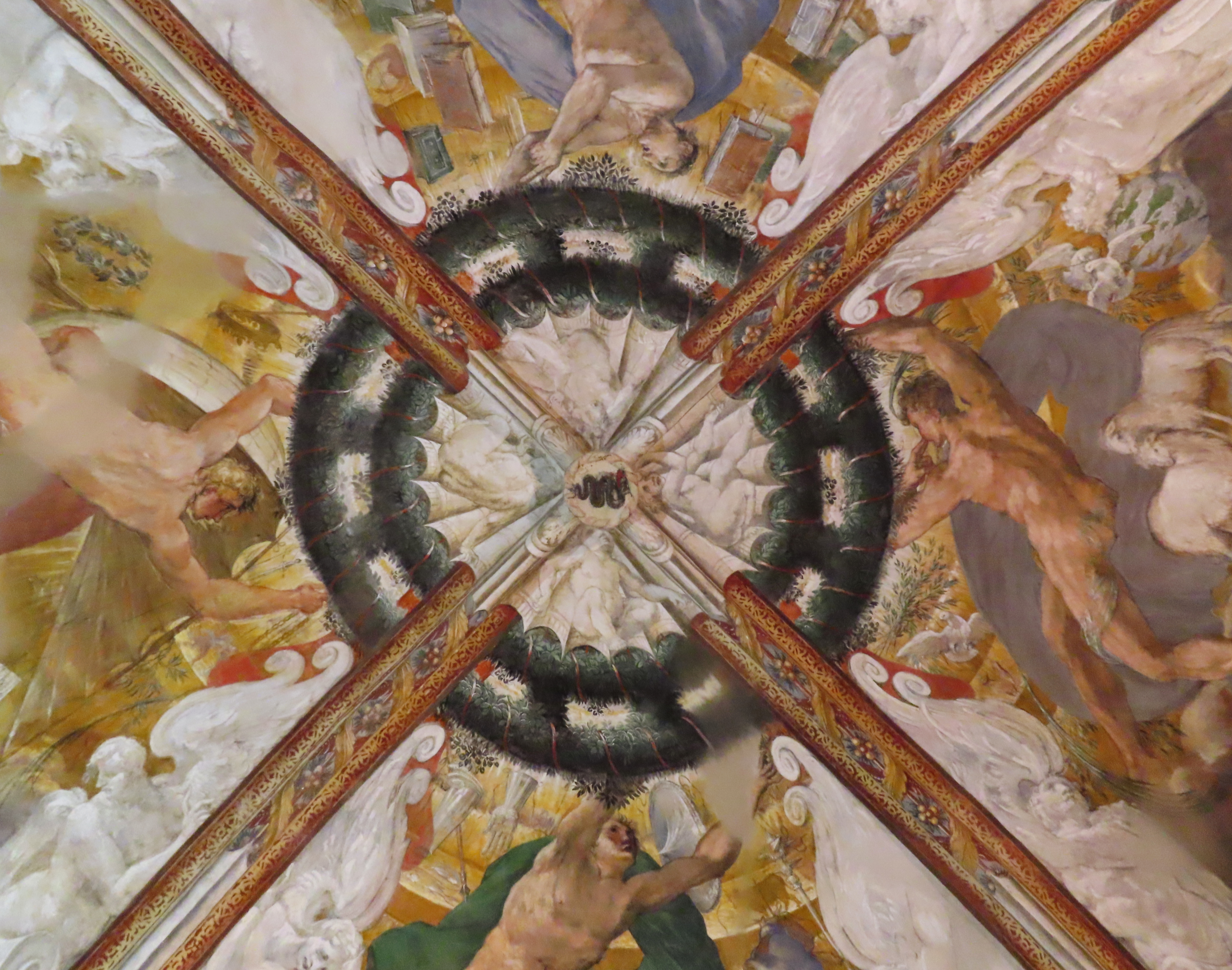
Volta della Camera Antica

Ad angolo sorge la camera da letto, in origine forse adibita a studio di Pomponio Torelli. La volta a crociera del soffitto e le lunette delle pareti sono interamente decorate con un ciclo di affreschi incentrato, secondo le interpretazioni più diffuse, sulla vita dell'uomo, tra putti ed angeli in monocromo; i quattro spicchi in sommità rappresenterebbero le principali attività maschili: la pesca, la guerra, la pastorizia e l'agricoltura; le quattro lunette raffigurerebbero allegoricamente altrettanti momenti della giornata: alba, giorno, tramonto e sera. Secondo uno studio risalente al 2006, i dipinti della volta rappresenterebbero invece le allegorie della Forza fisica, dell'Ingegno, della Fortuna benevola e della Felicità, mentre nelle lunette sarebbero raffigurati la Notte, il Giorno, il Tempo rivelatore della Verità e la Considerazione accanto alla Vigilanza ed al Discernimento. I dipinti furono realizzati nella seconda metà del XVI secolo, probabilmente dai pittori parmigiani Innocenzo Martini o Giovanni Antonio Paganino, anche se gli studi più recenti ne attribuiscono la paternità al pittore Cesare Baglioni.
L'arredamento è costituito da un letto rinascimentale, una culla barocca, un armadio tardo-seicentesco riccamente intagliato, una cassapanca coeva e, alle pareti, un alto rivestimento ligneo risalente alla fine del XVII secolo, proveniente dalla sagrestia della collegiata di San Giovanni Battista a Pieveottoville. Sono inoltre presenti due porte ottocentesche intagliate, rivestite con quattordici piccole tele con sfondo dorato, e due ante contenenti le raffigurazioni dell'Annunciazione.

#### Saletta della Fata Bema

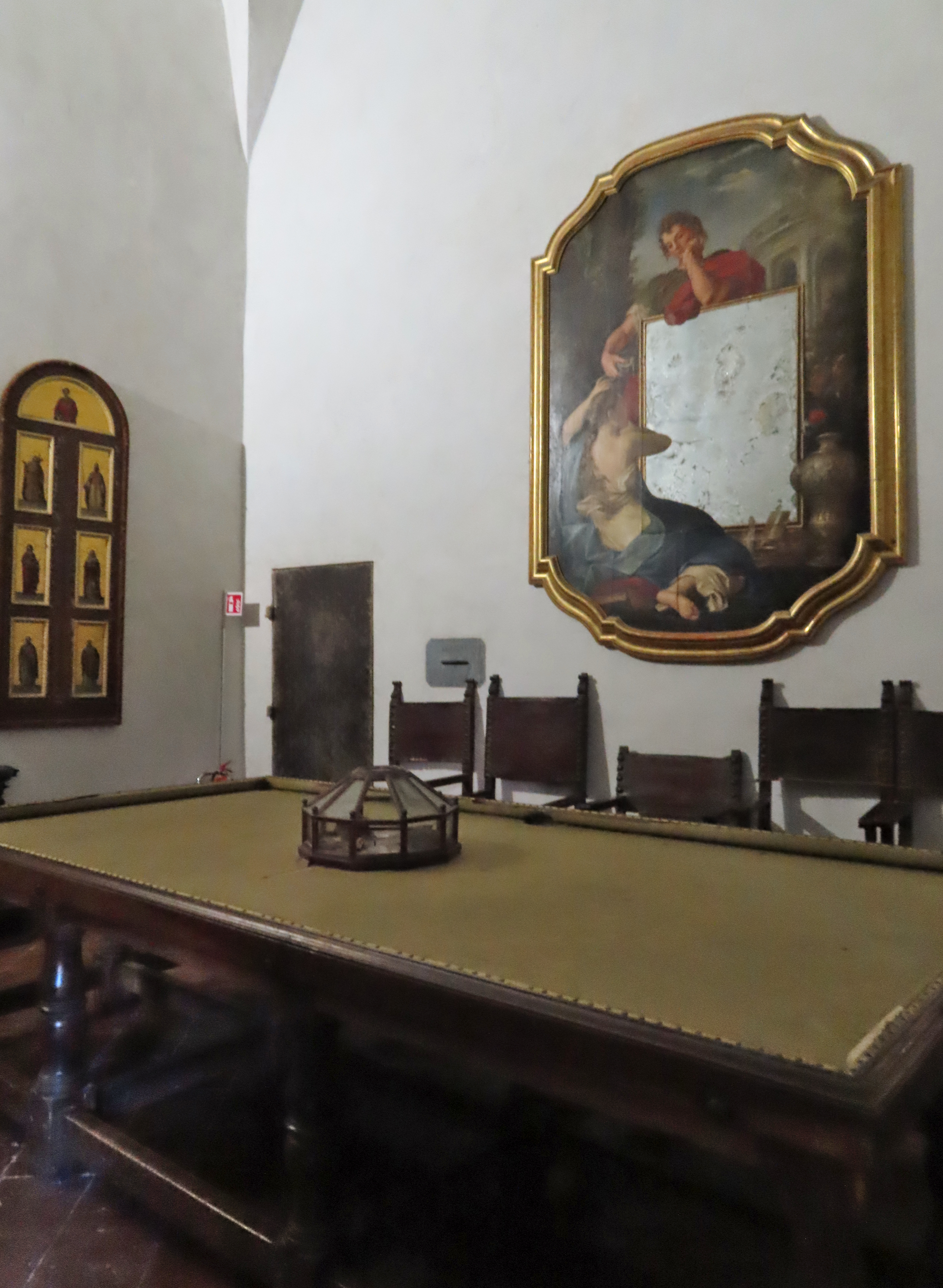
Saletta della Fata Bema

Una piccola e buia stanza adiacente conserva in uno spigolo una teca di vetro contenente un'antica mummia egizia, ritrovata nel XVIII secolo all'interno del castello; la tradizione tuttavia vuole che si tratti del corpo della Fata Bema, fantasma a protezione del castello.

#### Altre sale
L'antica cappella, anch'essa affacciata sul loggiato, è decorata con affreschi seicenteschi raffiguranti gli Angeli musicanti e le Storie di san Francesco da Paola.
Tra le sale adiacenti, una conserva alcuni lacerti di un fregio dipinto tardo-cinquecentesco, eseguito dalla scuola di Cesare Baglioni, mentre un'altra è ornata con le raffigurazioni di una serie di rilievi, realizzate da Girolamo Magnani tra il 1870 e il 1880.
Di pregio risulta infine l'ambiente del primo piano del mastio, coperto da un soffitto a cassettoni cinquecentesco.

### Loggiato

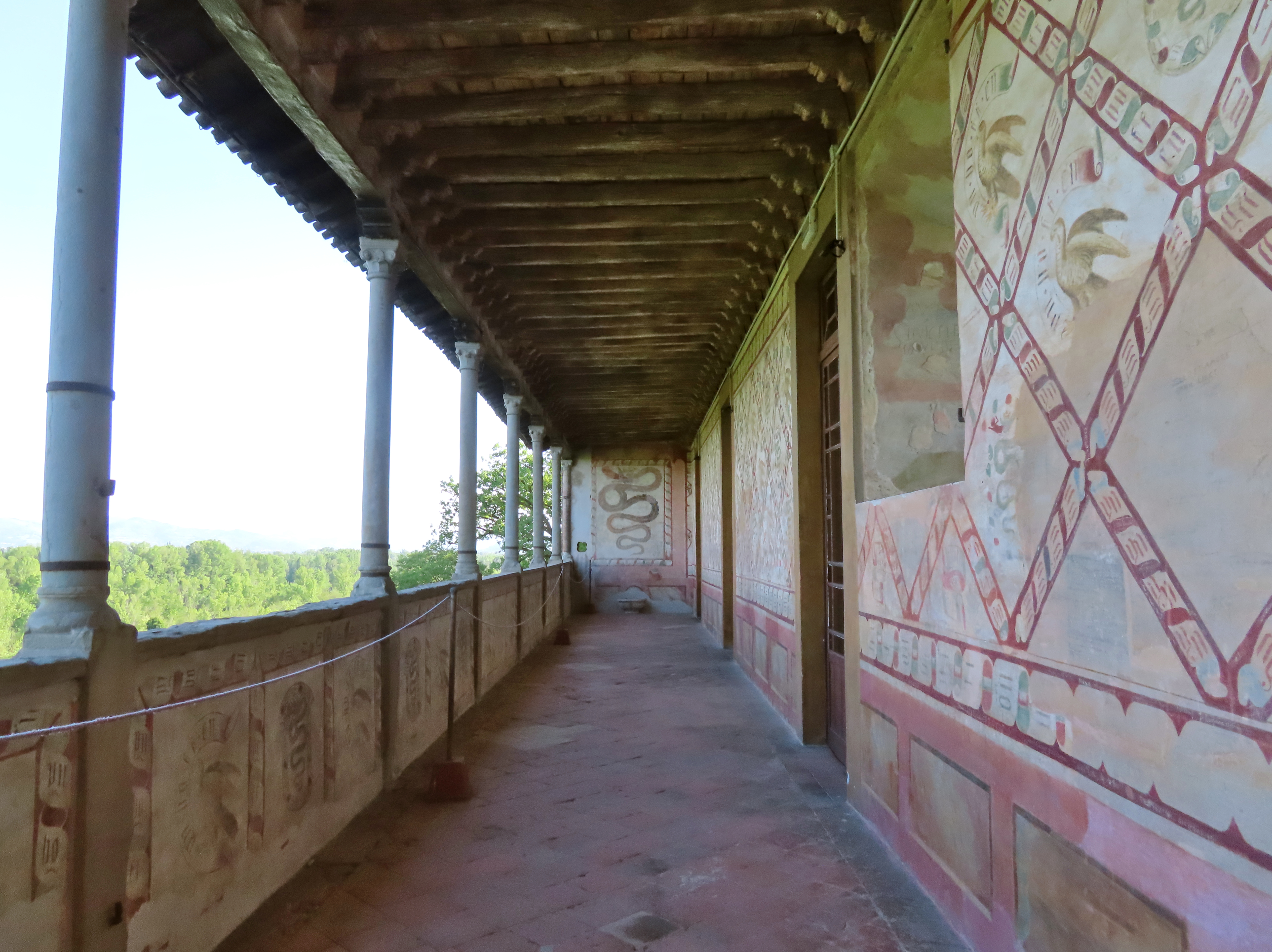
Loggiato

La quattro sale principali del piano terreno si aprono sul lungo loggiato su colonne in pietra che aggetta dalla facciata orientale; coperta da un soffitto con travetti lignei, la balconata è caratterizzata dagli affreschi che ne ricoprono le pareti e il parapetto in muratura, risalenti al XV secolo; le decorazioni, restaurate negli ultimi anni del XX secolo, raffigurano all'interno di losanghe verdi e rosse gli stemmi dei Torelli e dei Visconti, il cui emblema, noto anche come bissa bella, occupa anche l'intero muro di fondo, per rimarcare lo stretto legame che univa le due famiglie.
All'interno delle pitture sono inoltre presenti numerose iscrizioni aggiunte già all'epoca di Guido Torelli, che costituiscono un'importante memoria storica dei principali eventi che coinvolsero la nobile stirpe fino alla sua caduta.
Grazie alla sua posizione, il loggiato si dimostra ancora un eccezionale belvedere panoramico, che consente di dominare l'intera vallata; risulta perfettamente visibile il castello di Montecchio, collocato sul lato opposto del torrente Enza, mentre si scorgono in lontananza quelli collinari di Quattro Castella.

### Camminamenti

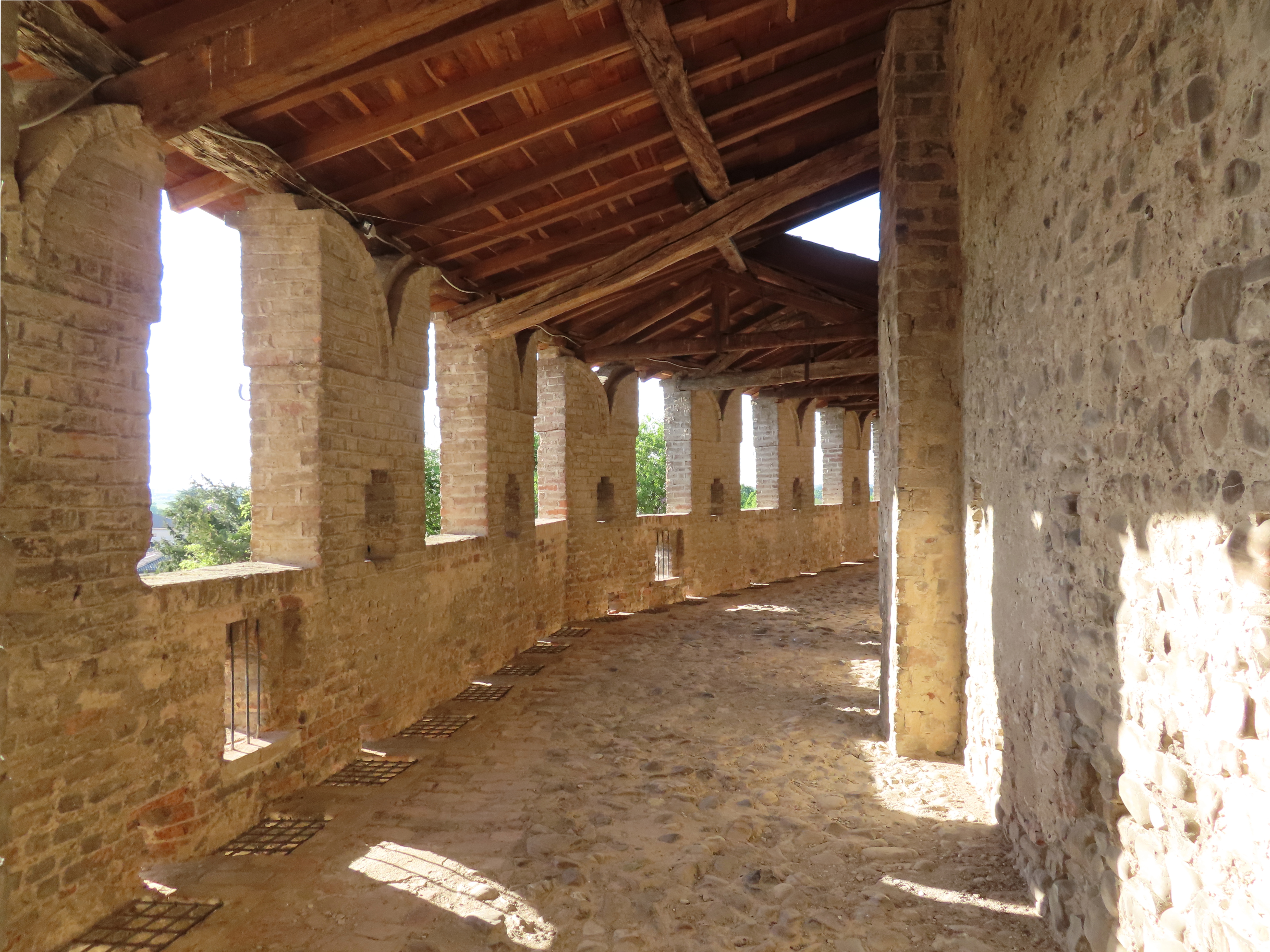
Camminamenti di ronda

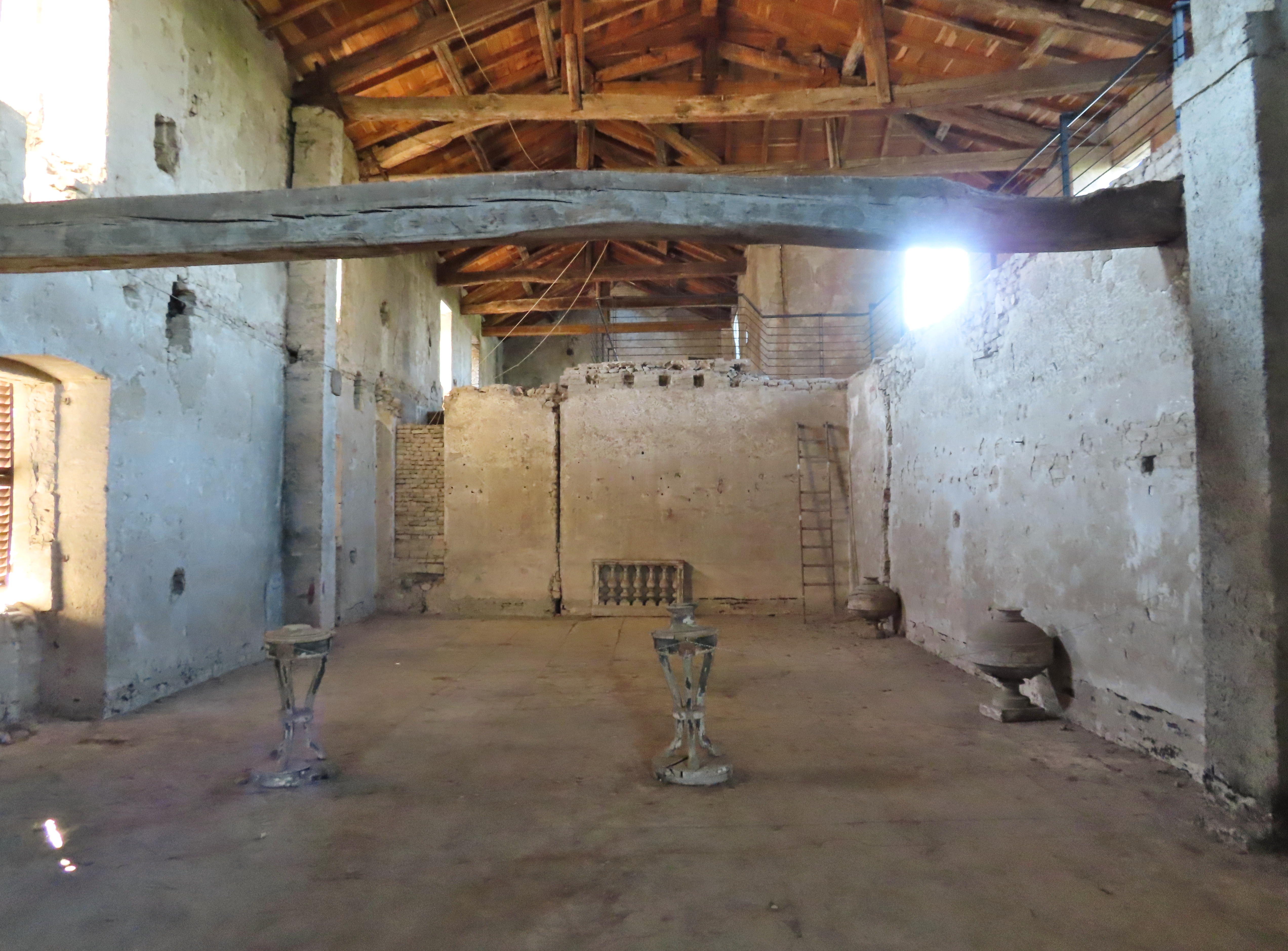
Antica biblioteca di Pomponio Torelli

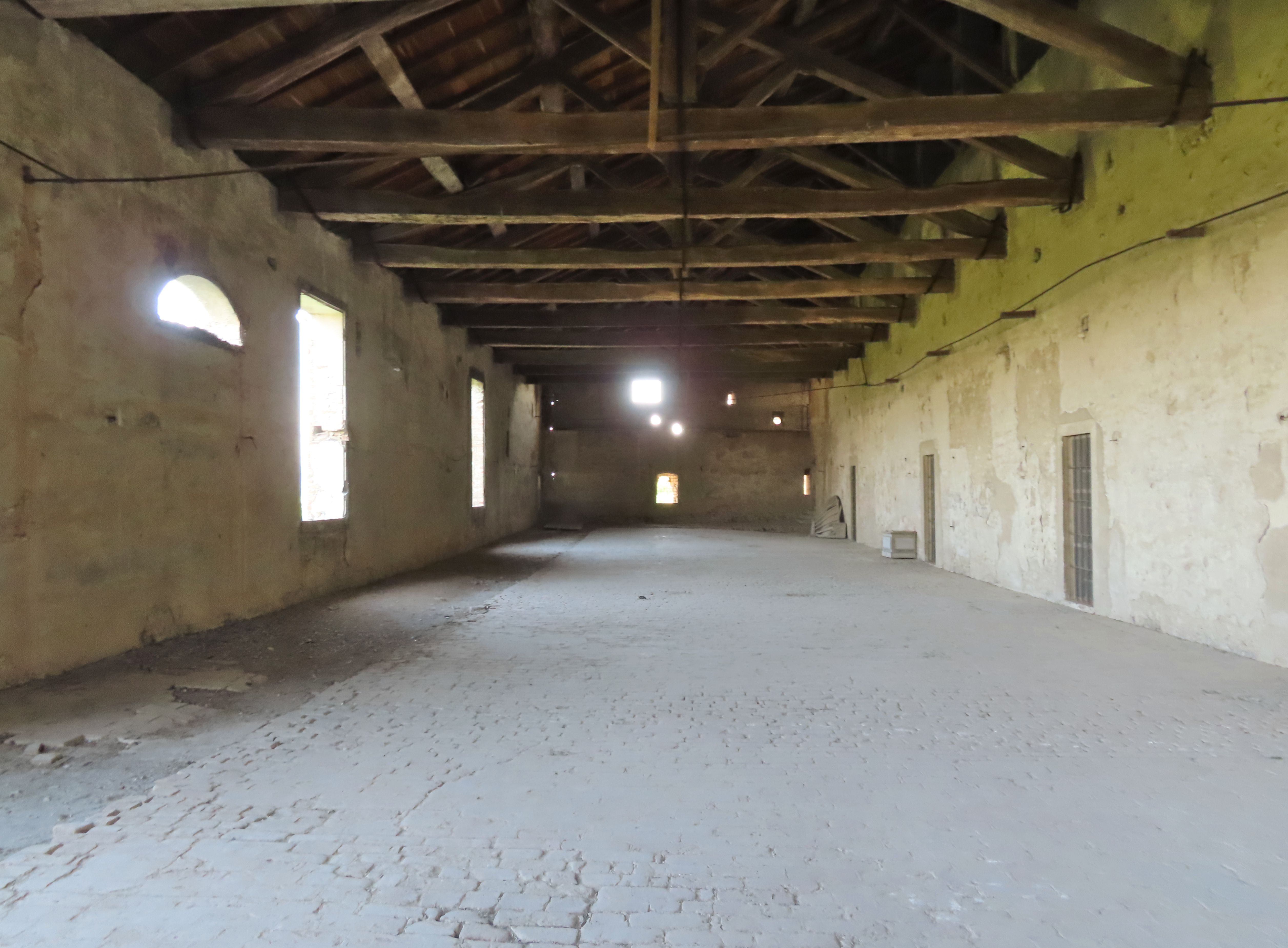
Antico salone

In sommità il castello è perimetralmente percorso da lunghi camminamenti di ronda ancora in buone condizioni, coperti dal tetto in epoca successiva all'edificazione della struttura.
In alcuni punti si aprono, al di sotto delle merlature, delle piccole feritoie tonde, aggiunte verso la fine del XV secolo per ospitare piccole artiglierie.
In corrispondenza dello spigolo nord-ovest, una botola al centro del pavimento dei camminamenti dà accesso a un piccolo ambiente ricoperto da volta a botte, anticamente utilizzato quale prigione del castello. Non lontano, all'ultimo piano dell'ala nord, si trova una grande sala, in origine adibito ad armeria ma riadattato da Pomponio Torelli a biblioteca, di cui oggi tuttavia non rimangono tracce, a causa della confisca da parte dei Farnese.

### Percorso di visita
Il castello è aperto al pubblico dai primi anni 2000 e fa parte del circuito dei castelli dell'Associazione dei Castelli del Ducato di Parma, Piacenza e Pontremoli.
Risultano visitabili, oltre al cortile interno, il Salone della Feste, la Camera di Mezzo, la Sala dei Quattro Elementi o delle Sirene, il Loggiato, la Camera dei Gatti, la Camera Antica, la Saletta della Fata Bema e i camminamenti di ronda.

## La leggenda della Fata Bema
Secondo la leggenda, tra le mura del castello si aggirerebbe il fantasma della Fata Bema, la cui immaginaria storia è narrata dalla tradizione popolare oltre che dal romanzo La Fata di Montechiarugolo, scritto nel XIX secolo da Alfonso Cavagnari.
La versione più comune del mito racconta che nel maggio del 1593, durante una festa organizzata nel castello cui partecipava anche il duca Ranuccio I Farnese, malaticcio fin dalla nascita, apparve la giovane Bema, bellissima ragazza, che allestì un piccolo palco per predire il futuro degli astanti, affiancata dal suo aiutante Max; anche il piccolo Pio, figlio del conte Pomponio Torelli, si avvicinò curioso di conoscere il proprio futuro; la fata si rifiutò in un primo momento di parlare, ma successivamente, derisa dalle dame di corte, rivelò: "Vedo un lago di sangue, su cui galleggiano nobili teste e vedo anche il capo di questo bambino nel sangue, come quello delle dame presenti." In un primo momento il duca rimase affascinato dalla giovane, tanto da concederle un lasciapassare per muoversi liberamente nel territorio del ducato di Parma e Piacenza; in seguito, tuttavia, temendo di esserne stato manipolato, la fece arrestare e rinchiudere nelle prigioni della Rocchetta a Parma.
Grazie all'appoggio della popolazione e all'aiuto di Max, Bema riuscì in seguito a fuggire dal carcere, per rifugiarsi a Montechiarugolo, ove il conte Pomponio l'accolse, assumendola per i lavori domestici. Nel periodo ivi trascorso il giovane Pio Torelli se ne innamorò corrisposto, ma la ragazza, considerando l'impossibilità del loro amore a causa della differenza di ceto sociale, fu costretta a respingerlo. In seguito il nobile rampollo fu mandato a Parma per terminare la sua formazione.
Alcuni anni dopo il duca Ranuccio, per impossessarsi della contea di Montechiarugolo, fece arrestare Pio con l'accusa di aver congiurato contro di lui; Bema riuscì a farlo evadere con l'aiuto di Max, ma durante la fuga il conte fu bloccato e riportato in prigione, per poi essere pubblicamente giustiziato il 19 maggio del 1612, assieme ad altri nobili parmensi.
La fata buona non volle più allontanarsi da Montechiarugolo, ove rimase per molti anni, amata da tutti gli abitanti del paese, fino alla sua scomparsa in tarda età.
Da allora la tradizione vuole che il suo fantasma riappaia nel castello ogni anno nella notte fra il 18 e il 19 maggio e salga in cima all'alto mastio, per guardare verso la città di Parma.
Secondo la leggenda, inoltre, la mummia ritrovata nel XVIII secolo all'interno del maniero sarebbe la sua, poiché accanto al corpo sarebbe stato rinvenuto anche un piccolo foglio con le parole: "Della Bema questo è il corpo, chi felice viver vuole non lo tolga dal suo letto". A ogni tentativo di allontanare la mummia dal castello, si sarebbero infatti verificate colossali tragedie, tra cui terremoti, alluvioni e altre calamità.